# Arcadia (Lana Del Rey)
Arcadia è un singolo della cantante statunitense Lana Del Rey, pubblicato l'8 settembre 2021 come primo estratto dall'ottavo album in studio Blue Banisters.

## Pubblicazione
Nel luglio 2021 Lana Del Rey ha annunciato l'imminente uscita di un singolo intitolato Arcadia, confermando al medesimo tempo il nuovo titolo del suo album successivo: Blue Banisters. Il successivo 3 settembre ha fissato l'uscita di Arcadia per l'8 dello stesso mese. Si tratta del primo singolo ufficiale estratto dall'album, dopo i singoli promozionali Blue Banisters, Text Book e Wildflower Wildfire, usciti nel maggio precedente.

## Descrizione
Scritto e composto da Lana Del Rey e Drew Erickson e prodotto da quest'ultimo, Arcadia è una ballata di pianoforte. Nel brano, il cui titolo fa riferimento all'omonima città nella contea di Los Angeles, la cantante paragona il suo corpo alla città e l'amore per il suo amante all'America.

## Video musicale
Il video musicale, diretto dalla stessa Lana Del Rey, è stato pubblicato sul canale YouTube della cantante in concomitanza con l'uscita del singolo sulle piattaforme digitali. La clip la vede cantare il brano in una generica stanza. Attraverso l'impiego di effetti speciali, vengono proiettate sul corpo della cantante immagini di Los Angeles: vengono mostrati il centro cittadino, il molo di Santa Monica, la U.S. Route 101 e la Interstate 405. Conclusa la canzone, per oltre un minuto prima della fine del video vengono mostrate delle clip in stile home video in cui la cantante svolge attività mondane con una base musicale trap di sottofondo.
Il 7 ottobre 2021 la cantante ha condiviso un video alternativo di Arcadia, anch'esso autodiretto, che la vede cantare mentre si dondola su un'altalena e mentre cammina attraverso un giardino.

## Tracce
Testi e musiche di Lana Del Rey e Drew Erickson.
1. Arcadia – 4:23